# Тир (Немачка)
Тир (њем. Thür) општина је у њемачкој савезној држави Рајна-Палатинат. Једно је од 86 општинских средишта округа Мајен-Кобленц. Према процјени из 2010. у општини је живјело 1.507 становника. Посједује регионалну шифру (AGS) 7137101.

## Географски и демографски подаци
Тир се налази у савезној држави Рајна-Палатинат у округу Мајен-Кобленц. Општина се налази на надморској висини од 200 метара. Површина општине износи 8,3 km². У самом мјесту је, према процјени из 2010. године, живјело 1.507 становника. Просјечна густина становништва износи 182 становника/km².

## Међународна сарадња
| Мјесто | Држава    | Врста сарадње | Од    |
| ------ | --------- | ------------- | ----- |
|        | Француска | партнерство   | 1966. |
| Извор  |           |               |       |